# The Return of 'Widow' Pogson's Husband
The Return of 'Widow' Pogson's Husband è un cortometraggio muto del 1911. Il nome del regista non viene riportato nei credit.

## Produzione
Il film fu prodotto dalla Vitagraph Company of America.

## Distribuzione
Distribuito dalla General Film Company, il film - un cortometraggio in una bobina - uscì nelle sale cinematografiche statunitensi il 22 luglio 1911.